# ASCC2
ASCC2‏ (Activating signal cointegrator 1 complex subunit 2) هوَ بروتين يُشَفر بواسطة جين ASCC2 في الإنسان.